# Eilidh Doyle
Eilidh Doyle (Perth (Escòcia), Regne Unit, 20 de febrer de 1987) és una atleta britànica, especialista en curses de velocitat, subcampiona mundial en 2017 en relleu 4 x 400 m.

## Carrera esportiva
Al Mundial de Moscou 2013 guanya la plata en 4x400 m, després de les nord-americanes i per davant de les franceses. Dos anys més tard, al Mundial de Pequín 2015 guanyen el bronze en la mateixa prova –després de les jamaicanes i estatunidenques–; a l'any següent, en les Olimpíades de Rio 2016 guanyen el bronze. I al Mundial de Londres 2017 guanya la medalla de plata en els relleus 4x400 m, després de les nord-americanes (or) i per davant de les poloneses, i sent les seves companyes d'equip: Laviai Nielsen, Zoey Clark i Emily Diamond.